# الكهف العملاق
الكهف العملاق ("Giant Cave"، Grotta Gigante، (بالسلوفينية: Briška jama)‏ أو Jama pri Briščikih ) ، المعروف أيضًا باسم Riesengrotte أو Grotta di Brisciachi ، هو كهف عملاق يقع في الجانب الإيطالي من هصبة كارست في ترييستي، بالقرب من قرية الكهف العملاق في بلدية زجونيكو . يبلغ ارتفاع الكهف المركزي 107 متر (351 قدم) وارتفاعه 65 متر (213 قدم) وعرضه 130 متر (430 قدم) ، سجّل في كتاب غينيس للأرقام القياسية لعام 1995 باعتباره أكبر كهف معروض للجمهور في العالم. تم كسر هذا الرقم القياسي عام 2010 عندما افتتح كهف لا فيرنا في جنوب غرب فرنسا للسياح حيث يبلغ حجمه 225×225×195 متراً.

## ملخص
يحتوي الكهف على العديد من الهوابط والصواعد الكبيرة، والعديد من المناظر الجميلة الاستثنائية. تتميّز الصواعد بمظهرها الذي يشبه "كومة الصحون"، وقد تشكّلت بفعل تساقط المياه من ارتفاع 80 متر (260 قدم) وترسيب كربونات الكالسيوم على مساحة واسعة.
يبلغ ارتفاع القاعة الضخمة 107 متر (351 قدم) وطولها 130 متر (430 قدم) وعرضها 65 متر (213 قدم) . ثمة مسار شديد الانحدار مزوّد بإضاءة كهربائية تتيح للزائرين بقضاء حوالي 45 دقيقة في هذا الفضاء تحت الأرض.
أتاحت المساحة المتاحة ودرجات الحرارة الثابتة على مدار العام وضع الأدوات العلمية، بما في ذلك بندولين أفقيين يتدلى ان من ارتفاع حوالي 100 متر (330 قدم) ، وهما أطول بندولين جيوديسيين في العالم.[بحاجة لمصدر]

## التاريخ
استكشف الكهف لأول مرة من قبل أنطونيو فيديريكو ليندنر عام 1840. في ذلك الوقت، كان يتم البحث في ترييستي عن المياه الجوفية المتشكلة من نهر تيمافو بهدف تخطيط قناة المدينة. في عام 1897، تم وضع أندريا بيركو تصاميم الكهف كاملةً، وقد جهّز نادي تريستي السياحة الكهف بشكل مناسب للجولات السياحية بقيادة مرشدين عام 1905، وافتتح للجمهور عام 1908. بعد الحرب العالمية الأولى، انتقلت الملكية إلى جمعية جوليان ألبين. لم تبدأ السياحة فعليًا إلا عام 1957، عندما تم تركيب الكهرباء التي ساهمت في كشف تفاصيل جديدة.

## المتحف
يقع متحف علم الكهوف بالقرب من الكهف، يضم المتحف بالإضافة إلى الاكتشافات الجيولوجية والحفرية المتنوعة بعض القطع الأثرية القيمة ومجموعة ملصقات الكهف أيضاً. يتوفر موقفان واسعان للسيارات في الخارج. يتم جدولة الزيارات على فترات منتظمة طوال اليوم مع مرشدين خبراء. يستغرق السير في الكهف حوالي ساعة.